# Angel Coma
Angel Coma è uno split EP dei gruppi musicali statunitensi Sunn O))) e Earth, pubblicato nel 2006.

## Tracce
1. Sunn O))) – Coma Mirror – 13:13
2. Earth – A Plague of Angels – 16:14